# Gliceraldeide
La gliceraldeide è un carboidrato aldo-trioso, ovvero costituito da tre atomi di carbonio e contenente un gruppo aldeidico; essendo la sua molecola chirale, esiste in due configurazioni speculari - indicate con le lettere D e L.
A temperatura ambiente è un solido incolore dal sapore dolce; è un intermedio del metabolismo degli zuccheri nell'organismo. Il nome deriva dal fatto che la molecola della gliceraldeide è simile a quella del glicerolo in cui uno dei due gruppi -CH2OH è stato sostituito da un gruppo -CHO.
La D-gliceraldeide è presa a modello per la nomenclatura dei carboidrati. Sono detti carboidrati della serie D quelli la cui disposizione dei sostituenti attorno al penultimo atomo di carbonio è simile a quella della D-gliceraldeide. Quelli a configurazione speculare nell'ultimo carbonio chirale sono invece carboidrati della serie L.
Si può sintetizzare per blanda ossidazione del glicerolo con acqua ossigenata e un sale ferroso come catalizzatore. In queste condizioni si ottiene una miscela di diidrossiacetone e D-gliceraldeide e L-gliceraldeide in parti uguali.

## Modelli tridimensionali

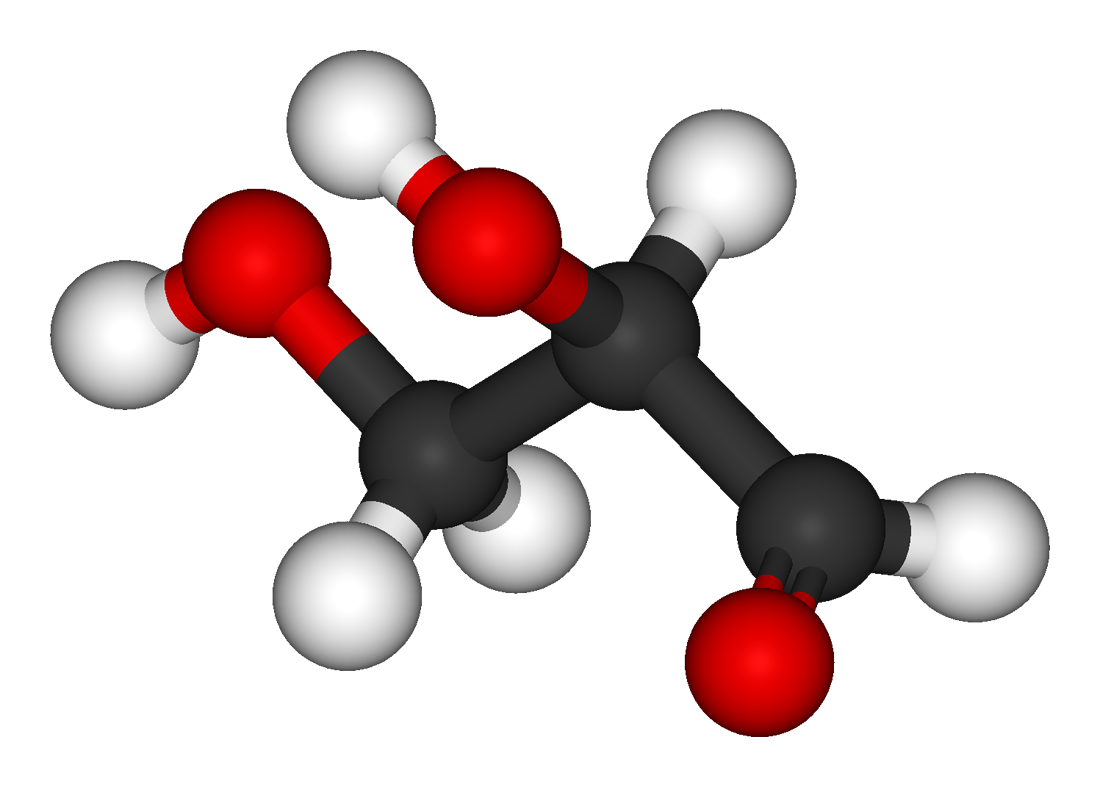
D-Gliceraldeide
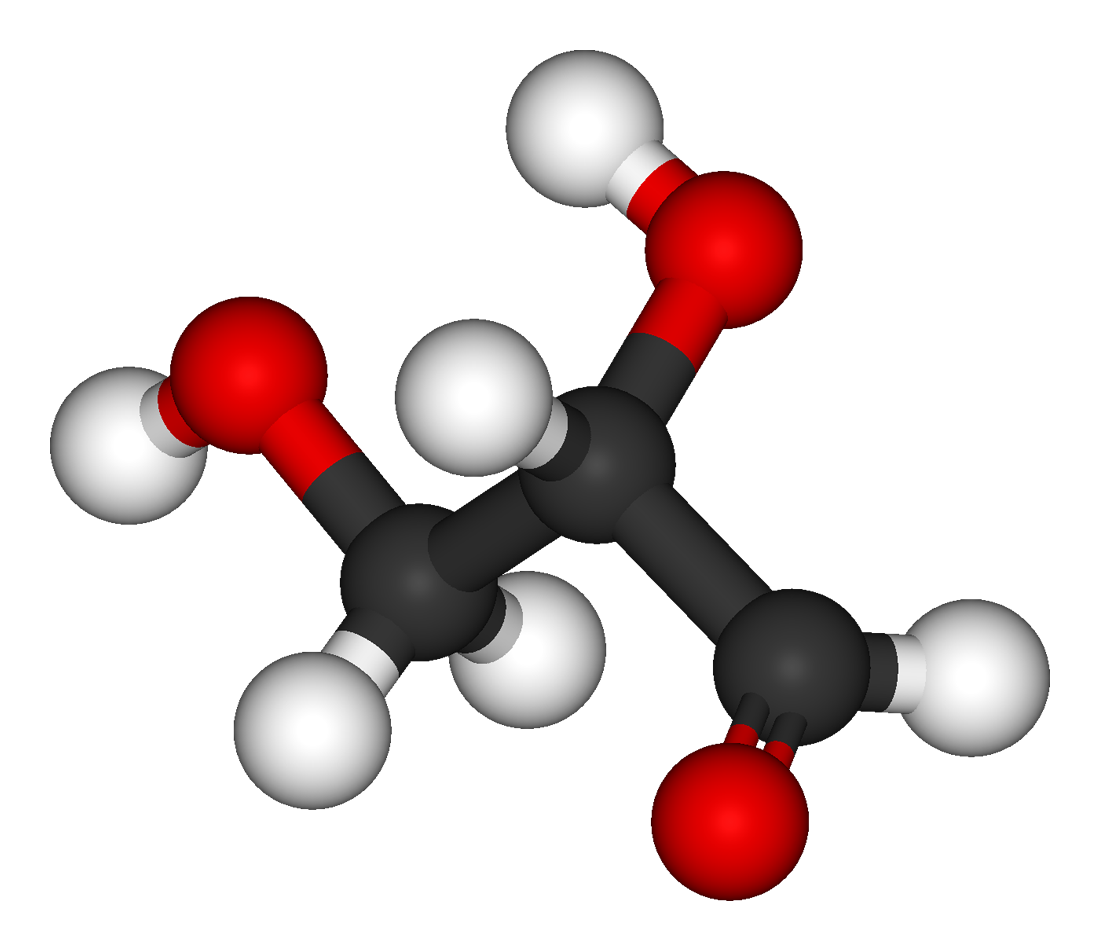
L-Gliceraldeide